# Brian canta swing
Brian Sings and Swings (titulado Brian canta swing en España e Hispanoamérica) es el decimonoveno episodio de la cuarta temporada de la serie Padre de familia. El episodio se emitió el 8 de enero de 2006. La trama del episodio se centra en Brian, quien conoce a Frank Sinatra Jr. y comienza a actuar a dúo, al que más tarde se une Stewie. Por otra parte, Meg tiene la oportunidad de unirse al Club de lesbianas (Lesbian Alliance Club) de su instituto.
El episodio está escrito por Michael Rowe y dirigido por Zac Moncrief y Chuck Klein.

## Argumento

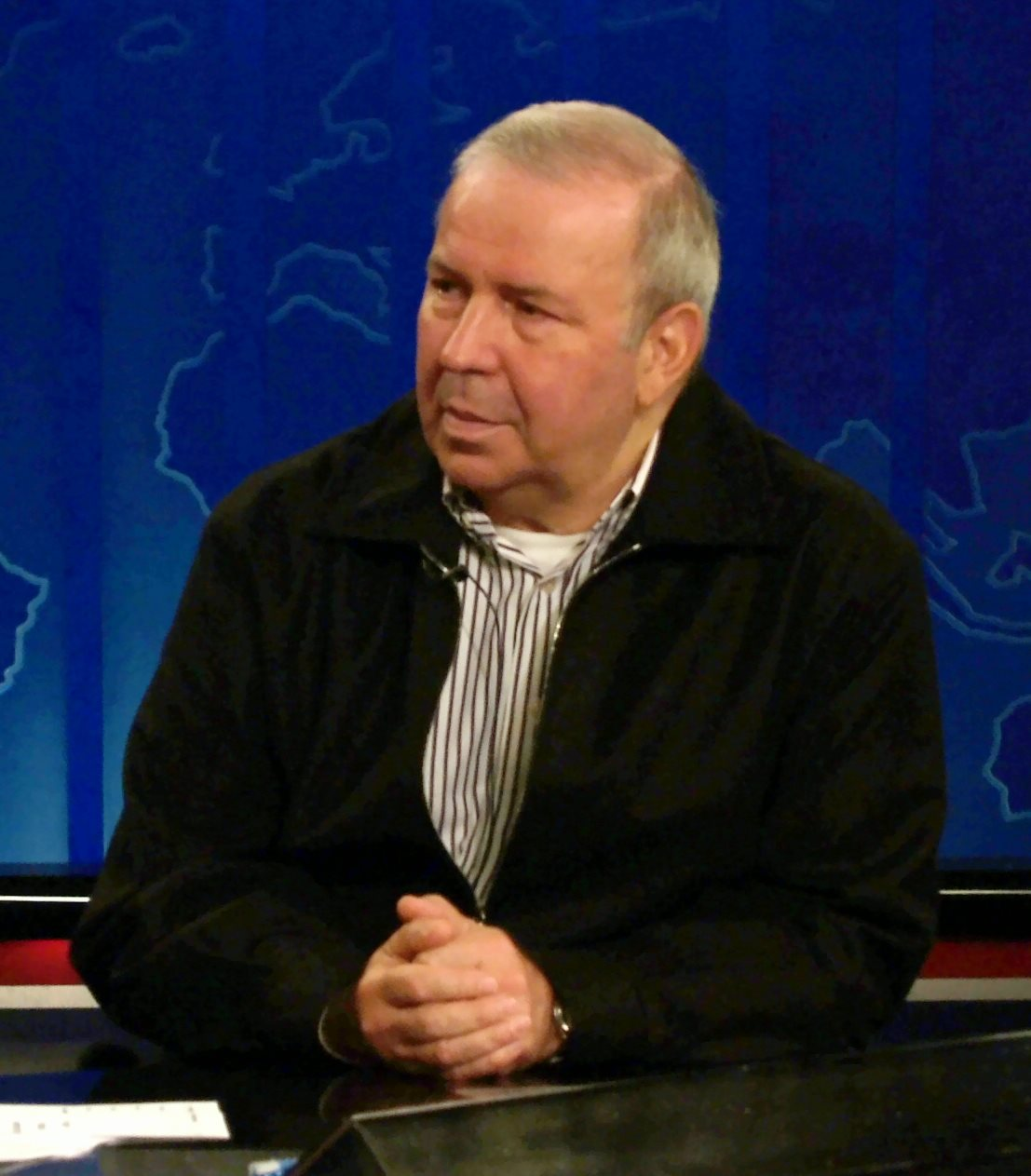
Imagen de Frank Sinatra Jr., estrella invitada en este episodio.

El episodio comienza con Peter que se prepara para ir al trabajo, pero al dar marcha atrás, atropella a Brian, quien acaba siendo ingresado en el hospital. Al volver a casa, Brian entra en depresión a causa del accidente, pero tras mantener una conversación con Frank Sinatra Jr., se recupera y empieza a actuar con él cambiando así su manera de ver la vida.
Después de contarle a la familia su nuevo estilo de vida, los Griffin le animan a que siga adelante. A la noche, mientras cuida de Stewie, éste interrumpe el dúo y se une al espectáculo continuando sus giras por todo Quahog, pero Brian empieza a beber más de la cuenta y en uno de los conciertos pierde a Stewie con el resultado de que Stewie pierde una oreja tras ser atacado por unos ciervos. Decepcionado por el comportamiento de Brian, Peter le prohíbe actuar con Sinatra y llama a Mia Farrow (creyendo que es la madre de Sinatra) para decirle la mala manera en la que su hijo influye en Brian. Enojado, Brian muerde a su dueño en la mano lo cual hace que Peter tenga miedo de él. 
Al día siguiente, Brian, arrepentido por sus actos, abandona el grupo y se resguarda en el alcohol perdiendo la confianza en sí mismo, cuando Stewie le encuentra, le explica que en la vida hay situaciones que siempre escapan al control contradiciendo los pensamientos de Brian.
Tras un momento de reflexión, Brian vuelve al Rat Pack para alegría de Stewie y Sinatra con quienes interpretan su último número musical hasta que aparece Mia Farrow (llamada por Peter) disgustada por estar hasta las tantas con un niño y un perro, procediendo después a darle unos azotes como reprimenda para disgusto de él.
En la subtrama, Meg entabla amistad en el instituto con Sarah sin saber que es líder del club de lesbianas hasta que Neil Goldman habla con ella. Meg se da cuenta de que es considerada lesbiana por el grupo e intenta irse del mismo; sin embargo, descubre que pertenecer a un club social puede ayudar en su estatus de popularidad fingiendo ser lesbiana. 
A la noche, Meg sale del armario ante su familia, pero Lois no reconoce su "supuesta" orientación sexual ya que no es del todo honesta. Tras fingir ante su madre, Meg reconoce que no es lesbiana y va a casa de Sarah a decirle que todo el tiempo ha estado fingiendo ser quien no era para hacer amigas; sin embargo, Sarah se desnuda al creer que ha ido a su casa para tener sexo con ella. Tras hablar con ella, son interrumpidas por Quagmire y su equipo de producción quienes estaban filmándolas.

## Producción
Los guiones y otros materiales de producción se alteraron y modificaron ampliamente. El ritmo y la pauta del programa requirió que el guion se volviera a redactar con frecuencia debido a la inclusión de actuaciones musicales. MacFarlane comentó que "tener a Frank Sinatra Jr. a bordo fue un placer para el equipo". La música original fue escrita por John Williams y se usó en el episodio, aunque Williams prohibió el uso de su música, los productores de Padre de familia tuvieron que hacer una segunda grabación con la propia orquesta de la serie. Cuando se emitió el episodio, Williams insistió en que esa era su música y que no se hizo ninguna adaptación por parte de los músicos, aun así no se emprendieron acciones legales contra Padre de familia o 20th Century Fox. La sinopsis de este episodio se concentra en parte en que Meg se hacía lesbiana, eso fue porque MacFarlane creía que Estados Unidos amaba a las lesbianas, lo cual, él lo describió como "la mejor forma de amar". Cuando Brian y Stewie se mueven hacia delante y hacia atrás en el escenario al actuar junto a Frank Sinatra Jr., originalmente la escena aparecía mal, ya que los personajes no encajaban con el movimiento del fondo. Brian hace un comentario sobre la extraña risa tonta de Stewie cuando él encuentra algo realmente gracioso, esa es la única vez en que MacFarlane no le puso voz a Stewie, la risa fue grabada por Ricky Blitt, antiguo guionista de Padre de familia.

## Música
Una de las canciones que cantaban Brian y Sinatra Jr. fue compuesta originalmente para la película de 1960 Buenos tiempos, la canción se hizo popular y se utilizó en una nueva película de 1973. Otra actuación musical de Brian y Sinatra Jr. se basó en una composición musical utilizada en la película El castillo maldito.

## Recepción
Padre de Familia y en especial este episodio ha sido considerado legendario por la comunidad musical de Los Ángeles, siendo así por las muchas actuaciones musicales de la serie interpretadas por su propia orquesta para la serie.